# Pawło Żebriwski
Pawło Iwanowycz Żebriwski, ukr. Павло Іванович Жебрівський (ur. 21 marca 1962 w m. Nemyrynci) – ukraiński polityk, przedsiębiorca, poseł do Rady Najwyższej.

## Życiorys
W 1989 ukończył studia prawnicze na Uniwersytecie Kijowskim. Od 1983 do 1991 był funkcjonariuszem milicji. Następnie zajął się prowadzenie działalności gospodarczej, m.in. został prezesem koncernu farmaceutycznego.
W wyborach w 2002 i w 2006 z ramienia Bloku Nasza Ukraina, a w przedterminowych wyborach w 2007 z listy bloku Nasza Ukraina-Ludowa Samoobrona był wybierany na posła do Rady Najwyższej IV, V i VI kadencji. Od lutego do grudnia 2005 pełnił funkcję gubernatora obwodu żytomierskiego (przewodniczącego Żytomierskiej Obwodowej Administracji Państwowej).
Był pierwszym wiceprzewodniczącym Partii Solidarność Petra Poroszenki i członkiem Ludowego Związku „Nasza Ukraina”. W 2009 stanął na czele marginalnej partii Ukraińska Platforma, a w 2011 został przewodniczącym Ukraińskiej Platformy „Zjednoczenie”. W 2012 nie został wybrany do parlamentu.